# Makivora hagiyai
Makivora hagiyai är en fjärilsart som beskrevs av Toshio Oku 1979. Makivora hagiyai ingår i släktet Makivora och familjen vecklare. Inga underarter finns listade i Catalogue of Life.